# Victorien Sardou
Victorien Sardou (5. september 1831 i Paris – 8. november 1908 samme sted) var en fransk dramatiker og forfatter.
Sardou skrev historiske dramaer, komedier og libretto for operaer og operetter. I 1877 blev han medlem af Académie française.
Hans drama La Tosca inspirerede Giacomo Puccinis opera Tosca.